# The Invisible Menace
The Invisible Menace is een Amerikaanse filmkomedie uit 1938 onder regie van John Farrow. Destijds werd de film in Nederland uitgebracht onder de titel De geheimzinnige misdaad.

## Verhaal
Soldaat Eddie Pratt smokkelt zijn bruid Sally binnen in zijn legerkamp, omdat hij er zijn huwelijksnacht met haar wil doorbrengen. Wanneer ze ontdekken dat er een moord is gepleegd, loopt hun plannetje uit de hand.

## Rolverdeling
| Acteur             | Personage          |
| ------------------ | ------------------ |
| Boris Karloff      | Jevries            |
| Marie Wilson       | Sally              |
| Eddie Craven       | Eddie Pratt        |
| Regis Toomey       | Luitenant Matthews |
| Henry Kolker       | Kolonel Hackett    |
| Cy Kendall         | Kolonel Rogers     |
| Charles Trowbridge | Dokter Brooks      |
| Eddie Acuff        | Kolonel Sanger     |
| Frank Faylen       | Gardesoldaat       |
| Phyllis Barry      | Aline Dolman       |
| Harland Tucker     | Reilly             |
| William Haade      | Soldaat Ferris     |
| John Ridgely       | Soldaat Innes      |
| Jack Mower         | Sergeant Peterson  |
| Anderson Lawler    | Soldaat Abbott     |